# Казе Гамбети (Ређо Емилија)
Казе Гамбети је насеље у Италији у округу Ређо Емилија, региону Емилија-Ромања.
Према процени из 2011. у насељу је живело 45 становника. Насеље се налази на надморској висини од 68 м.